# سفارت ایالات متحده آمریکا در مکزیکو سیتی
سفارت ایالات متحده آمریکا در مکزیکو سیتی (به اسپانیایی: Embajada de Estados Unidos en México) یک منطقهٔ مسکونی و نمایندگی سیاسی ایالات متحده آمریکا در مکزیک است که در مکزیکو سیتی واقع شده‌است.